# 圣罗斯
圣罗斯（法語：Sainte-Rose，法語發音：[sɛ̃t ʁoz]）是法国海外省瓜德罗普的一个市镇，属于巴斯特尔区。

## 地理
圣罗斯（16°19'59"N, 61°41'53"W）面积118.6 平方千米，位于法国海外省瓜德罗普。
与圣罗斯接壤的市镇（或旧市镇、城区）包括：德赛、拉芒坦、潘特努瓦尔。
圣罗斯的时区为UTC−04:00（大西洋时区）。

## 行政
圣罗斯的邮政编码为97115，INSEE市镇编码为97129。

## 政治
圣罗斯所属的省级选区为圣罗斯第一县、圣罗斯第二县，同时圣罗斯也是此二县的中央投票站所在地。

## 人口

1962-2008年间圣罗斯人口变化图示

圣罗斯于2022年1月1日时的人口数量为17494人。